# Туризм у Пуерто-Рико
Туризм є однією з найважливіших галузей економіки Пуерто-Рико, що робить значний внесок у ВВП, зайнятість та доходи від податків. Ця стаття досліджує вплив туризму на економіку Пуерто-Рико, використовуючи кількісні дані та аналітичні методи.
- Туризм вносить значний внесок у ВВП Пуерто-Рико. У 2019 році прямий внесок туризму у ВВП склав $7,6 млрд, що становить 5,2 % загального ВВП. З урахуванням непрямого та індукованого впливу, загальний внесок туризму у ВВП склав $17,2 млрд, або 11,8 %.
- Туризм також є важливим джерелом зайнятості в Пуерто-Рико. У 2019 році туризм безпосередньо забезпечив роботою 90 000 людей, що становить 6,2 % загальної зайнятості. З урахуванням непрямого та індукованого впливу, туризм загалом забезпечив роботою 210 000 людей, або 14,7 % загальної зайнятості.
- Туризм також генерує значні доходи від податків для уряду Пуерто-Рико. У 2019 році туризм приніс $2,4 млрд податкових надходжень, що становить 8,2 % загальних податкових надходжень.

Туризм є однією з найважливіших галузей економіки Пуерто-Рико, що робить значний внесок у ВВП, зайнятість та доходи від податків. Уряд Пуерто-Рико повинен продовжувати підтримувати та розвивати галузь туризму, щоб стимулювати економічне зростання та створювати робочі місця.